# 알레시 발렌타
알레시 발렌타(체코어: Aleš Valenta, 1973년 2월 6일~)는 체코의 은퇴한 프리스타일 스키 선수로 주 종목은 에어리얼이다. 2002년 동계 올림픽에서 남자 에어리얼 부문 금메달을 획득했다.

## 생애
체코 올로모우츠주 슘페르크 출신이다. 20세의 나이로 프리스타일 스키를 시작했다.
1998년 일본 나가노에서 열린 1998년 동계 올림픽에서 메달리스트인 미국의 에릭 버고스트, 프랑스의 세바스티앵 푸크라, 벨라루스의 드미트리 다신스키의 뒤를 이어 4위에 올랐다. 2002년 2월 19일 미국 솔트레이크시티에서 열린 2002년 동계 올림픽 프리스타일 에어리얼 경기에서 미국의 조 팩, 벨라루스의 알렉세이 그리신을 누르고 금메달을 획득했다.
2007년 3월에 선수 생활을 마감하고 슈티티의 마을에서 프리스타일 스키 센터를 운영하고 있다.